# 마스카라 (알제리)

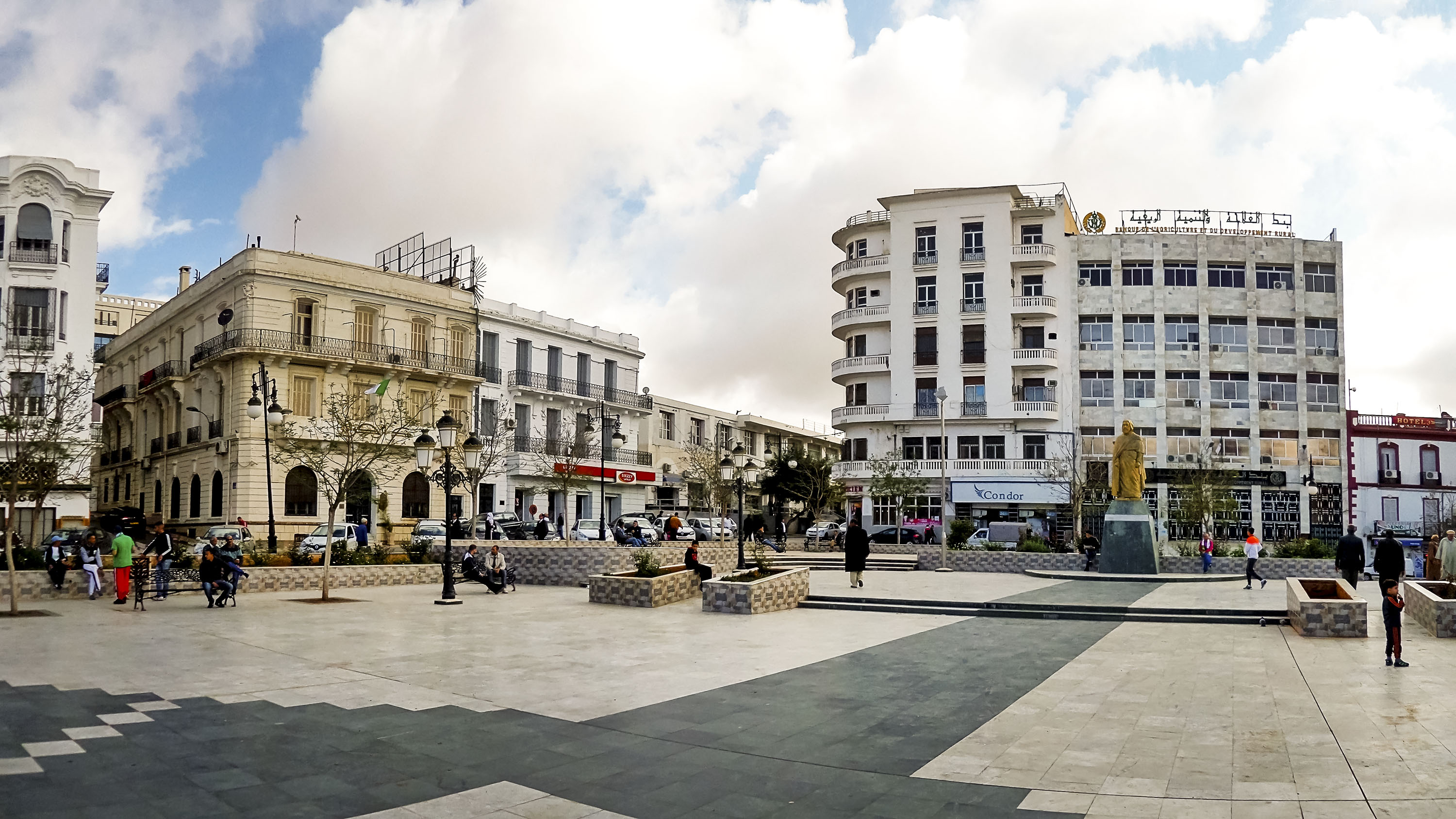

마스카라(아랍어: معسكر, 프랑스어: Mascara)는 알제리 북서부에 위치한 도시로 마스카라 주의 주도이며 인구는 150,000명(2008년 기준)이다. 도시 이름은 아랍어로 "군대 주둔지"를 뜻한다. 행정과 상업, 시장의 중심지이며 모피와 곡류, 올리브유, 포도주가 생산된다. 알제리의 각 도시를 연결하는 도로와 철도가 지난다.